# Voto di castità

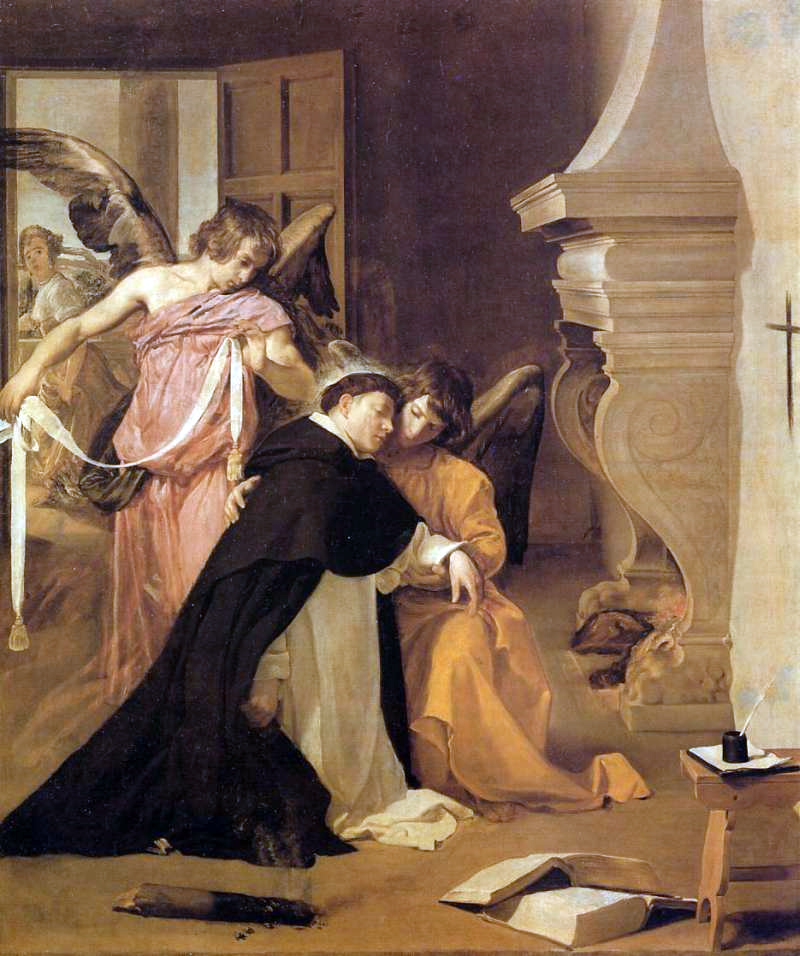
San Tommaso d'Aquino, considerato il più grande teologo cattolico medievale, viene cinto dagli angeli con la cintura mistica della purezza, dopo il suo voto di castità

Il voto di castità per la Chiesa cattolica è una virtù e consiste nella scelta volontaria dello stato di castità. 
Viene confermato dal voto a Dio di conservarsi in tale stato per tutta la vita. Viene inteso come mezzo per raggiungere una vita perfetta secondo le indicazioni del Vangelo. È uno dei tre consigli evangelici. Gli altri due sono voto di povertà e voto di obbedienza.
Non va confuso col celibato, abbracciato da molti diaconi e sacerdoti prima dell'ordinazione.
Il voto di castità è proprio dell'istituto di vita consacrata e prevede l'obbligo di non avere rapporti sessuali.

## Storia del voto di castità
La scelta deriva dall'imitazione della figura di Gesù Cristo, il quale, secondo la ricostruzione biblica, visse una vita casta come mezzo per poter amare tutti gli uomini.